# Kent Harrskog
Kent Holger Harrskog, född 11 november 1944 i Finspångs köping i Risinge församling, Östergötlands län, är en svensk militär och generallöjtnant i svenska Flygvapnet och chef för Flygvapnet åren 1994–1998.

## Biografi
År 1967 blev Kent Harrskog fänrik och år 1969 löjtnant vid Skaraborgs flygflottilj (F 7). År 1969 övergick Harrskog till FMV som provflygare vid Försökscentralen. År 1976 till 1978 studerade han vid Militärhögskolan (MHS). År 1981 tillträdde han tjänsten som flygchef vid Bråvalla flygflottilj (F 13). År 1983 lämnade han F 13 och tjänstgjorde på Flygstaben till 1987. Åren 1987 och 1988 studerade han vid Air War College i USA och Försvarshögskolan (FHS). År 1988 tillträdde Harrskog tjänsten som ställföreträdande sektorflottiljchef och tillika flottiljchef för Norrbottens flygflottilj (F 21/Se ÖN) och år 1991 tillträdde han tjänsten som sektorflottiljchef vid F 21. År 1993 lämnade han F 21 för att tillträdda som chef för Norra flygkommandot, och 1994 blev han Chefen för Flygvapnet. År 1998 till 2000 var han chef för Södra militärområdet (Milo S). År 2000 lämnade Harrskog Försvarsmakten, och var fram till år 2005 militärsakkunnig vid försvarsdepartementet. 
Kent Harrskog har varit gift med Rose-Marie Harrskog (född 1947), Inger Amft Harrskog (född 1943) och är numera gift med Inger Sterling Harrskog (född 1951).
| - 1967: Fänrik - 1969: Löjtnant - 1972: Kapten - 1978: Major - 1983: Överstelöjtnant - 1988: Överste - 1990: Överste 1. gr - 1994: Generallöjtnant | - 1976–1978: Militärhögskolan (MHS) - 1987–1988: U.S. Air Force, Air War College - 1988–1988: Försvarshögskolan (FHS) - 1991–1991: Försvarshögskolan (FHS) | - 1969–1976: Provflygare FC - 1981–1983: Flygchef F 13 - 1983–1983: Detaljchef planavd Flygstaben - 1984–1987: Planeringschef Flygstaben - 1988–1990: Ställföreträdande sektorflottiljchef F 21 - 1900–1991: Chef Programledning Flygstaben - 1991–1993: Sektorflottiljchef F 21 - 1993–1994: Chef Norra flygkommandot - 1994–1998: Flygvapenchef - 1998–2000: Militärbefälhavare Södra militärområdet - 2000–2005: Militärsakkunnig vid försvarsdepartementet |